# Estonské velvyslanectví v Praze
Estonské velvyslanectví v Praze (estonsky Eesti Suursaatkond Prahas) je zastupitelský úřad Estonska v Česku. Sídlí v historickém domě na rohu prostranství Na Kampě a Velkopřevorského náměstí na Malé Straně v Praze.

## Historie
Novověký nárožní dům pojmenovaný U Modré lišky býval někdejším bydlištěm Jiřího Voskovce.
Vzájemné diplomatické styky mezi Českou a Slovenskou federativní republikou a Estonskem byly navázány již po získání samostatnosti pobaltských zemí na Sovětském svazu roku 1991, kontinuita byla zachována i po vzniku České republiky roku 1993. Velvyslanectví Estonska v Praze bylo otevřeno v srpnu 1997 na Velkopřevorském náměstí, kde se mj. nachází několik dalších zahraničních ambasád.